# Sunrise (Studio)
K.K. Sunrise (jap. 株式会社サンライズ, Kabushiki-gaisha Sanraizu; engl. Sunrise Inc.) ist ein Anime-Produktionsstudio, das 1972 gegründet wurde und mittlerweile zur Bandai-Gruppe gehört. Sunrise animiert vor allem Science-Fiction- und Mecha-Serien. Bisher hat das Studio weit über 100 verschiedene Fernsehserien und -Specials, OVAs und Kinofilme produziert.
Bei vielen Werken von Sunrise wird ein Hajime Yatate (矢立 肇, Yatate Hajime), fälschlich auch als Hajime Yadate gelesen, als Schöpfer der Vorlage angegeben. Dies ist jedoch ein Pseudonym der kollektiven Beiträge der Mitarbeiter.

## Geschichte
Das Studio wurde 1972 als Y.K. Sunrise Studio (有限会社サンライズスタジオ, Yūgen-gaisha Sanraizu Sutajio, etwa: „Sunrise Studio GmbH“) gegründet, im April 1977 in K.K. Nippon Sunrise (株式会社日本サンライズ) umbenannt und ist seit 1987 als K.K. Sunrise bekannt ist. Die Gründer des Studios stammten aus dem zuvor bankrottgegangenen Mushi Production. Die dortigen Fehler im Management und der Finanzierung sollten sich nicht wiederholen und so ging das neue Studio eine enge Zusammenarbeit mit Sponsoren ein, insbesondere dem Spielzeughersteller Bandai. Eine weitere Lehre war, die Animatoren nach geleisteter Arbeit beziehungsweise Cels zu bezahlen anstatt nach Stunden.
Sie fokussierten sich bald auf Science-Fiction- und insbesondere Mecha-Serien, da dieses Thema noch nicht so stark von anderen Studios besetzt war. Zudem wurde stärker auf eigene Inhalte gesetzt, im Rahmen eines Mediamix mit anderen Medien wie Manga. So war das erste größere eigene Werk, Muteki Chōjin Zanbotto 3, sowohl ein Mecha-Anime als auch keine direkte Adaption des namensgebenden Mangas, sondern eine eigenständige Geschichte in der gleichen Welt.
Im Februar 1994 wurde das Studio ein Teil der Bandai-Gruppe, die bis dahin bereits der größte Kunde beziehungsweise Geldgeber war und die Rechte an einigen der Sunrise-Produktionen hielt. Damit sollte sichergestellt werden, dass Rechte und Produktion von Gundam und anderen in einer Hand blieben und die Franchises fortgesetzt werden, während viele der Studio-Gründer zu dieser Zeit in den Ruhestand gingen. In der Folge wurden auch die Produktionsmittel mit denen des Spieleproduzenten Bandai zusammengelegt – sowohl bei der Herstellung der Animationen, insbesondere mit digitalen Mitteln, als auch bei der Vermarktung, die die Medien noch enger verknüpfte und bei der Anime zu einem zentralen Element der Verwertung anderer Produkte wie Merchandise, Spielen und Spielzeug wurde.
Etwa zur gleichen Zeit führte Produzent Masahiko Minami einige Maßnahmen ein, die die Zufriedenheit der Mitarbeiter steigern und vor allem deren Überlastung verhindern sollten – auch um der Konkurrenz um Arbeitskräfte aus der wachsenden Spieleindustrie zu begegnen. Zu den Früchten dieser Maßnahmen zählt die erfolgreiche und gelobte Fernsehserie Cowboy Bebop von 1998. Im gleichen Jahr entstand das Studio Bones aus einigen Mitarbeitern, die Sunrise verlassen hatten, darunter auch Minami. Dieses sollte noch bei einigen Projekten mit Sunrise und Bandai zusammenarbeiten.

## Produktionen

### Filme
- 1981: Kidō Senshi Gundam
- 1982: Densetsu Kyojin Ideon: Hatsudō-hen
- 1982: Densetsu Kyojin Ideon: Sesshoku-hen
- 1983: Crusher Joe
- 1986: Arion
- 1986: Dirty Pair – Projekt E.D.E.N.
- 1987: Bats and Terry
- 1988: Mobile Suit Gundam: Gyakushū no Char
- 1989: City Hunter: Ai to Shukumei no Magnum
- 1989: Five Star Monogatari
- 1991: Mobile Suit Gundam F91
- 1992: Mobile Suit Gundam 0083: Zion no Zankō
- 1998: Mobile Suit Gundam: The 08th MS Team Miller's Report
- 2000: Brigadoon: Marin to Melan
- 2000: Escaflowne – The Movie
- 2001: InuYasha – Affections Touching Across Time
- 2002: ∀ Gundam I: Earth Light
- 2002: ∀ Gundam II: Moonlight Butterfly
- 2002: Gekito! Crush Gear Turbo
- 2002: InuYasha – The Castle Beyond the Looking Glass
- 2003: InuYasha – Swords of an Honorable Ruler
- 2004: InuYasha – Fire on the Mystic Island
- 2004: Kidō Senshi Gundam MS IGLOO: Ichinen Sensō Hiwa
- 2004: Steamboy
- 2006: Brave Story
- 2006: Keroro Gunsō the Super Movie
- 2007: Keroro Gunso the Super Movie 2: The Deep Sea Princess
- 2009: Chō Gekijōban Keroro Gunsō Gekishin Dragon Warriors De Arimasu!
- 2010: Colorful
- 2010: Gekijōban Kidō Senshi Gundam 00 – A wakening of the Trailblazer
- 2010: Gintama: Shin’yaku Benizakura Hen
- 2012: Gekijōban Tiger & Bunny – The Beginning
- 2012: Hi-no-yōjin
- 2012: Nerawareta Gakuen
- 2013: Gekijōban Gintama Kanketsu-hen: Yorozuya yo Eien Nare
- 2014: Gekijōban Tiger & Bunny – The Rising
- 2018: Kidō Senshi Gundam NT

### Fernsehserien
- 1972: Hazedon
- 1975: Wanpaku Omukashi Kumkum
- 1976: Chōdenji Robo Combattler V
- 1977: Chōdenji Machine Voltes V
- 1977: Muteki Chōjin Zanbotto 3
- 1979: Cyborg 009
- 1979: Mobile Suit Gundam
- 1980: Densetsu Kyojin Ideon
- 1983: Ginga Hyōryū Vifam
- 1983: Sōkō Kihei Votoms
- 1984: Choriki Robo Galatt
- 1985: Aoki Ryūsei SPT Layzner
- 1985: Dirty Pair
- 1985: Mobile Suit Z Gundam
- 1986: Mobile Suit Gundam ZZ
- 1987: City Hunter
- 1988: City Hunter 2
- 1989: City Hunter 3
- 1989: Kidō Keisatsu Patlabor
- 1989: Patlabor The Mobile Police
- 1991: City Hunter ’91
- 1991: Spezialeinheit Metal Jack
- 1992: Densetsu no Yuusha Da Garn
- 1992: Genki Bakuhatsu Ganbaruger
- 1993: Mobile Suit Victory Gundam
- 1994: Haō Taikei Ryū Knight
- 1994: Mobile Fighter G Gundam
- 1995: Gundam Wing
- 1996: Gambalist! Shun
- 1996: Gundam X
- 1998: Cowboy Bebop
- 1998: DT Eightron
- 1998: Gasaraki
- 1998: Seihō Bukyō Outlaw Star
- 1999: ∀ Gundam
- 1999: Aesop World
- 1999: Betterman
- 1999: Mugen no Ryvius
- 1999: Seihō Tenshi Angel Links
- 1999: Seikai no Monshō
- 1999: Seraphim Call
- 2000: Argento Soma
- 2000: Dinozone
- 2000: Gear Fighter Dendoh
- 2000: Inu Yasha
- 2000: Nyani ga nyan dā Nyandā Kamen
- 2000: Seikai no Senki
- 2001: Crush Gear Turbo
- 2001: Gekito! Crush Gear Turbo
- 2001: S-CRY-ed
- 2001: Seikai no Senki II
- 2001: Z.O.E Dolores, i
- 2002: Mobile Suit Gundam Seed
- 2002: Witch Hunter Robin
- 2003: Crush Gear Nitro
- 2003: Crush Gear Nitro
- 2003: Crush Gear Nitro
- 2003: Planetes
- 2003: SD Gundam Force
- 2004: Kidō Senshi Gundam Seed Destiny
- 2004: My-HiME
- 2004: Sgt. Frog
- 2004: Yakitate!! Japan
- 2005: Cluster Edge
- 2005: Mai-Otome
- 2006: Code Geass – Hangyaku no Lelouch
- 2006: Gintama
- 2006: Kekkaishi
- 2006: Zegapain
- 2007: Dinosaur King
- 2007: Kidō Senshi Gundam 00
- 2008: Battle Spirits: Shōnen Toppa Bashin
- 2008: Code Geass – Hangyaku no Lelouch R2
- 2008: Kidō Senshi Gundam Double O Second Season
- 2009: Hipira-kun
- 2009: InuYasha: Kanketsuhen
- 2009: Kurokami: The Animation
- 2011: Gintama’
- 2011: Kidō Senshi Gundam AGE
- 2011: Kyōkai Senjō no Horizon
- 2011: Phi Brain: Kami no Puzzle
- 2011: Sacred Seven
- 2011: Tiger & Bunny
- 2012: Accel World
- 2012: Aikatsu!
- 2012: Binbōgami ga!
- 2012: Danshi Kōkōsei no Nichijō
- 2012: Kintama
- 2012: Kyōkai Senjō no Horizon II
- 2012: Natsuiro Kiseki
- 2012: Phi Brain: Kami no Puzzle
- 2013: Gintama’ Enchōsen
- 2013: Gundam Build Fighters
- 2013: Kakumeiki Valvrave
- 2013: Kakumeiki Valvrave
- 2013: Love Live! School Idol Project
- 2013: Phi Brain: Kami no Puzzle
- 2014: Buddy Complex
- 2014: Cross Ange: Rondo of Angels and Dragons
- 2014: Gundam Build Fighters Try
- 2014: Gundam: G no Reconguista
- 2014: Kidō Senshi Gundam-san
- 2014: Love Live! School Idol Project
- 2014: Tribe Cool Crew
- 2015: Mobile Suit Gundam: Iron Blooded Orphans
- 2016: Classicaloid
- 2016: Kidō Senshi Gundam UC RE: 0096
- 2016: Love Live! Sunshine!!
- 2016: Magic-kyun! Renaissance
- 2017: Classicaloid
- 2017: Love Live! Sunshine!!
- 2018: Double Decker! Doug & Kirill
- 2018: Gundam Build Divers
- 2018: Isekai Izakaya: Japanese Food From Another World

### Original Video Animations
- 1984: Ginga Hyōryū Vifam: Atsumatta 13-nin
- 1984: Ginga Hyōryū Vifam: Kachua Kara no Tayori
- 1985: Dirty Pair – Affäre Nolandia
- 1985: Ginga Hyōryū Vifam: "Kate no Kioku" Namida no Dakkai Sakusen!!
- 1985: Ginga Hyōryū Vifam: Kieta 12-nin
- 1986: Aoki Ryūsei SPT Layzner
- 1987: Dead Heat
- 1987: Dirty Pair
- 1987: Dirty Pair: Lovely Angels yori Ai o Komete
- 1989: Crusher Joe OVA
- 1989: Mobile Suit Gundam: Pocket no Naka no Sensō
- 1990: City Hunter: Bay City Wars
- 1990: City Hunter: Hyakuman Dollar no Imbō
- 1990: Dirty Pair – Verschwörung um Flug 005
- 1990: Patlabor The Mobile Police: The New Files
- 1991: Mobile Suit Gundam 0083: Stardust Memory
- 1993: Kidō Senshi Gundam 0083: Stardust Memory - Sora no Kagerō
- 1994: Dirty Pair Flash
- 1994: Haō Taikei Ryū Knight: Adeu Legend
- 1995: Haō Taikei Ryū Knight: Adeu Legend II
- 1996: Haō Taikei Ryū Knight: Adeu Legend Final - Onsen Dungeon no Kettō
- 1996: Mobile Suit Gundam: The 08th MS Team
- 1996: Shin Kidō Senki Gundam Wing: Operation Meteor
- 1997: Chinmoku no Kantai
- 1997: Gundam Wing: Endless Waltz
- 1998: Dinozone
- 1999: Shishunki Bishōjo Gattai Robo Z-MIND
- 2001: Afro Ken
- 2001: Gundam Evolve
- 2001: Z.O.E 2167 IDOLO
- 2005: Gintama
- 2005: Kidō Senshi Gundam Seed Destiny Final Plus: The Chosen Future
- 2005: Seikai no Senki III
- 2006: Cluster Edge
- 2006: Freedom
- 2006: Kidō Senshi Gundam MS IGLOO: Mokushiroku 0079
- 2006: Kidō Senshi Gundam Seed Destiny Special Edition
- 2006: Mai-Otome Zwei
- 2008: Kidō Senshi Gundam MS IGLOO 2: Jūryoku Sensen
- 2008: Mai-Otome 0 – S.ifr
- 2009: Gundam Frag
- 2009: Gundam Perfect Mission
- 2009: Kidō Senshi Gundam 00 Special Edition
- 2010: Coicent
- 2010: Kidō Senshi Gundam Unicorn
- 2012: Code Geass: Akito the Exiled
- 2012: Code Geass Hangyaku no Lelouch: Nunnally in Wonderland
- 2013: Kidō Senshi Gundam AGE Memory of Eden
- 2015: Kidō Senshi Gundam: The Origin

### Specials
- 1995: Chinmoku no Kantai
- 1996: City Hunter: The Secret Service
- 1997: City Hunter: Good-bye My Sweetheart
- 1998: Gundam: Mission to the Rise
- 1999: City Hunter: Kinkyū Namachūkei!? Kyōakuhan Saeba Ryō no Saigo
- 2000: Seikai no Danshō: Tanjō
- 2004: Inuyasha Special: Meguri Au Mae no Unmei Koiuta
- 2005: Hotori - Tada Saiwai o Koinegau
- 2007: Tanekyara Gekijō
- 2016: Gundam Build Fighters Try Island Wars

### Weitere Anime-Produktionen
- 2001: Gundam Shin Taiken 0087 - Green Divers (Kurzfilm)
- 2006: Kidō Senshi Gundam SEED C.E. 73: Stargazer (Web-Anime)
- 2013: Gambo (Kurzfilm)
- 2013: Gundam Stand at Jaburo: Aware/Tenshi-hen (Kurzfilm)
- 2014: Kidō Senshi Gundam Unicorn: Neo Zeong, Odaiba ni Genru! (Kurzfilm)
- 2015: Gundam Reconguista in G: From the Past to the Future (Kurzfilm)
- 2016: Mobile Suit Gundam Twilight AXIS (Web-Anime)
- 2017: Gundam Build Fighters: Battlogue (Web-Anime)
- 2017: Gundam Build Fighters: GM no Gyakushū (Web-Anime)